# North Atlantic Convoy Raider
North Atlantic Convoy Raider est un jeu vidéo de type wargame développé et publié par Avalon Hill en 1980 sur Apple II, Commodore PET et TRS-80 puis porté sur Atari 8-bit et Commodore 64. Le jeu se déroule pendant la Seconde Guerre mondiale et met le joueur aux commandes du cuirassé Bismarck. L’objectif est de détruire un maximum de convois britannique, puis de ramener le navire dans une base amie sans qu’il se fasse couler par les navires, avions et sous-marins lancés à sa recherche.

## Système de jeu
North Atlantic Convoy Raider est un wargame qui simule la poursuite du cuirassé Bismarck par la Royal Navy dans l’océan Atlantique pendant la Seconde Guerre mondiale. Le joueur commande le Bismarck et affronte l’ordinateur, qui contrôle le croiseur Hood et les cuirassés le King George V, Rodney  et Prince of Wales de la flotte britannique. L’ordinateur commande également les convois que le Bismarck tente d’intercepter et de couler. Le jeu se déroule sur une grille de 12x12 cases, chaque case représentant une distance de 10 000 miles carrés. Sur cette grille, les navires sont représentés par la première lettre de leurs noms. Au début du jeu, seul le Bismarck et les ports dans lesquels il peut se rendre sont visibles. Le jeu se déroule ensuite au tour par tour. À chaque tour, l’écran affiche la position des convois et des navires de guerres déjà repérés ainsi que des informations sur l’état du Bismarck, ses réserves de carburant et les conditions météorologiques. Le joueur peut ensuite entrer une commande pour indiquer sa direction et la durée pendant laquelle il souhaite naviguer. Le programme recalcule ensuite la situation à des intervalles représentant une durée d’environ 30 minutes. Lorsque la situation change, par exemple si le Bismarck détecte un nouveau navire, le programme affiche un message pour prévenir le joueur de ce changement, puis attend pendant quelques secondes. Si le joueur appuie sur la touche espace à ce moment, il peut alors ordonner à son navire de changer de direction, par exemple pour éviter le combat. À la fin du temps de trajet spécifié par le joueur, le programme recalcule les positions et les mets à jours à l’écran, puis permet au joueur de spécifier une nouvelle direction et un nouveau temps de trajet.
Lorsque le Bismarck est à portée d’un convoi, il fait feu automatiquement. Lorsqu’il est à portée d’un navire de guerre, il demande au joueur de sélectionner une cible. Le combat se déroule ensuite de manière automatique. Pour gagner, le joueur doit réussir à couler trois navires de guerre britanniques avant de rentrer au port.

## Développement et publication
North Atlantic Convoy Raider est programmé en BASIC par la division jeu vidéo d’Avalon Hill. Avec les jeux B-1 Nuclear Bomber, Midway Campaign, Nukewar et Planet Miners, il fait partie des premiers jeux sur ordinateurs lancés par l’éditeur, jusque-là principalement connu pour ses jeux de plateau et ses wargames. Il est initialement publié sur Apple II, Commodore PET et TRS-80 pendant l’été 1980. Il est ensuite porté sur Atari 8-bit et sur Commodore 64.

## Accueil
À sa sortie en 1980, North Atlantic Convoy Raider est sévèrement critiqué par le journaliste Dale Archibald du magazine Creative Computing qui explique que comme les autres jeux publiés par Avalon Hill à cette époque, il ferait peut-être un jeu de plateau acceptable mais qu’en tant que jeu sur ordinateur, il se révèle très décevant. Il estime en effet qu’il ne tire pas avantage des capacités des ordinateurs autrement que pour gérer les différents paramètres du jeu et que pour émettre quelques effets sonores insignifiants. Il déplore en particulier son absence totale de graphismes, en rappelant que les éléments du jeu sont uniquement représentés par des lettres, avant de conclure que le jeu n’a aucun intérêt. Le journaliste David Boyle du magazine The Space Gamer est moins sévère et estime d’abord que si les mécanismes du jeu sont très simples, il constitue une simulation « complexe » qui prend en compte de manière « réaliste » les différents paramètres pouvant influencer un combat naval. Il déplore ensuite sa lenteur, qu’il attribue à sa programmation en BASIC, et le manque d’options disponibles dans sa phase tactique qui permet uniquement au joueur de choisir ses cibles. Il conclut ainsi que si le jeu peut intéresser certain joueur, il est trop cher pour son contenu.